# 松岡祐司
松岡 祐司（まつおか ゆうじ、1982年8月26日 - ）は、元高知放送アナウンサー。高知県出身。

## 来歴・人物
土佐中学校・高等学校、上智大学経済学部を卒業。
2006年入社（男性アナウンサーとしてはRKCでは10年ぶりの採用である）。2010年4月、報道部に異動し報道記者、ディレクターを経験。2013年にアナウンサーとして復帰した。
RKCアナウンサールームの自身のブログで、ガンダムマニアを公言している。2019年春、高知放送を退職。
2019年5月、高知市の実家の老舗料亭「得月楼」を継いだ。2021年現在、「番頭」として広報役もこなしており、六代目店主である兄と共に従事している。

## 過去の担当番組
テレビ
- わんダフォー
- こうちeye（「食1グランプリ」「とさ勉」リポーター）
- おはようこうち
- ごきげん ボニートっ!（「ボニートっ!FLASH」担当）
- RKCニュース

ラジオ
- 朝の話題
- 丸ちゃんの頑張らじオ（リポーター）
- 今日も元気に～ぱわらじっ!!（火曜日、2014年4月1日 - 2016年3月29日）
- ラジオアイランドまる○しこく
- RKCニュース